# Sandersville (Georgia)
Sandersville is een plaats (city) in de Amerikaanse staat Georgia, en valt bestuurlijk gezien onder Washington County.

## Demografie
Bij de volkstelling in 2000 werd het aantal inwoners vastgesteld op 6144.
In 2006 is het aantal inwoners door het United States Census Bureau geschat op 6138, een daling van 6 (-0.1%).

## Geografie
Volgens het United States Census Bureau beslaat de plaats een oppervlakte van
23,9 km², waarvan 23,7 km² land en 0,2 km² water. Sandersville ligt op ongeveer 137 m boven zeeniveau.

## Plaatsen in de nabije omgeving
De onderstaande figuur toont nabijgelegen plaatsen in een straal van 20 km rond Sandersville.